# Christine Rothstein
Christine Rothstein (* 20. Juli 1945 in Lilienfeld, Niederösterreich) ist Prinzipalin, Drehbuchautorin und Puppenspielerin im Arlequin Theater.

## Wirken
Ab 1977 leitete Christine Rothstein eine Verkehrserziehungsbühne mit Puppen, das „PUPPOMOBIL“, das bis 2020 mit 1200 Vorstellungen im Jahr an Schulen in ganz Österreich unterwegs ist (Sponsoren: AUVA und ARBÖ). Gründung: Arminio Rothstein gemeinsam mit dem ARBÖ.
Bekannt wurde sie ab 1980 vor allem mit der Klappmaulpuppe Gans Mimi, mit der sie in zahlreichen Sendungen des ORF spielte, die sie teilweise gemeinsam mit ihrem Ehemann Arminio Rothstein „Clown Habakuk“ bis zu dessen Tod 1994 gestaltete.
1994 moderierte sie gemeinsam mit Stefan Fleming einen Teil von Am dam des.
Zu den erfolgreichsten weiteren Sendungen gehören Helmi, Clown Habakuks Puppenzirkus und Kasperl und Buffi. Daneben spielt sie – mit der Klappmundpuppe Mimi auf der Hand – in vielen Puppenshows, Theaterproduktionen und Kabaretts, Mimis Villa Schnattermund, Mimis Schnattershow, Zirkus um Confetti.
Seit 2001 tritt sie gemeinsam mit Heinz Zuber in seinen Shows Enrico und seine Tiere am Burgtheater und am Akademietheater, sowie mit Roman Kollmer in der Mimi & Roman Show auf.
Sie arbeitete bereits mit Luciano Pavarotti, Klaus Maria Brandauer, Arik Brauer, Elliott Gould, Peter Patzak, Paulus Manker und Karl Moik zusammen.
2016 trat sie als zentrale Protagonistin und Interviewpartnerin in einer Dokumentarfilmproduktion des Regisseurs Christian Hager über ihren verstorbenen Ehemann Arminio Rothstein in Erscheinung.
Seit 2021 arbeitet sie gemeinsam mit ihrem Lebenspartner Robert Swoboda an dem neuen Projekt „Puppenhaus“ (Arbeitstitel). Arminios Puppen (ca. 600) finden mit anderen Puppen hier eine Heimat. Geplant ist ein märchenhaftes Puppenland für Kinder und Erwachsene. Gemeinsam mit dem Puppenkünstler Christian Mair aus Bludenz wird an der Realisation gearbeitet. Das Puppenhaus soll in Hohenems/Vorarlberg seinen Platz haben.

## Werke
- Mimi's Gute-Nacht-Geschichten, zum Lesen und Vorlesen, Wien 2001
- Stadtgespräche aus Wien von Clara Hein, 2014  – Christine Rothstein und MIMI schnattern vor dem Burgtheater

## Dokumentarfilm
- ORF-Legenden: Arminio Rothstein. Das bunte Leben des Clown Habakuk. Dokumentarfilm (45 Min.), A 2016, Buch und Regie: Christian Hager.
- O mein Jojo, Buch und Regie Said Manafi 1980